# Wacław Przemyślida
Wacław Przemyślida (ur. ok. 1290, zm. 1367). Wacław był drugim pod względem starszeństwa synem księcia opawskiego Mikołaja I i Adelajdy lub Justyny Habsburg. Niewiele wiadomo o tym księciu. Na mocy bulli papieża Jana XXII z 1324 został kanonikiem kościołów w Pradze i Ołomuńcu. W 1367 zgłosił pretensje przy podziale księstwa opawskiego, w związku z czym otrzymał 200 grzywien srebra.